# Afrocnemia whitfieldae
Afrocnemia whitfieldae är en tvåvingeart som beskrevs av Loïc Matile 1998. Afrocnemia whitfieldae ingår i släktet Afrocnemia och familjen svampmyggor. Inga underarter finns listade i Catalogue of Life.